# Jashinea engleberti
Jashinea engleberti är en tvåvingeart som beskrevs av Leclercq 1991. Jashinea engleberti ingår i släktet Jashinea och familjen bromsar.
Artens utbredningsområde är Gabon. Inga underarter finns listade i Catalogue of Life.